# Синапоморфия
Синапоморфия — в биологической систематике: сходство нескольких сравниваемых групп по производному состоянию признака. Родственное понятие аутапоморфия (автапоморфия) означает уникальное производное состояние признака, присущее некой группе в целом.

## Синапоморфии и монофилетические группы

Кладистическое определение синапоморфии, аутапоморфии, апоморфии, симплезиоморфии и гомоплазии

Наличие синапоморфий может свидетельствовать в пользу того, что те, у кого они выявлены, могут составлять одну монофилетическую группу. Важная задача практической систематики состоит в том, чтобы отличить синапоморфии от симплезиоморфий (сходств по исходному состоянию признака) и гомоплазий (случаев независимого приобретения производных состояний признака, между которыми наблюдается поверхностное сходство).

## Пример
Удачный пример, поясняющий соотношение понятий синапоморфия и аутапоморфия: жужжальца двукрылых насекомых (отряд Diptera). У всех представителей двукрылых вторая пара крыльев видоизменена сходным образом: крылья преобразованы в булавовидные структуры, так называемые «жужжальца». Эта особенность уникальна. За пределами двукрылых, в других отрядах насекомых, можно найти много примеров различных модификаций второй пары крыльев, но они никогда не выглядят подобным образом. В случае, если рассматривается вопрос о том, стоит ли относить некую группу насекомых к двукрылым, можно говорить о наличии жужжалец как о синапоморфии всех известных представителей отряда. Вместе с тем, если рассматривать (например, при построении системы всех насекомых) отряд двукрылых как целое, далее не разложимую единицу анализа, группу, монофилия которой считается достаточно хорошо обоснованной, наличие жужжалец рассматривается как аутапоморфия отряда двукрылые.
Однако среди представителей отряда Двукрылые есть вообще бескрылые насекомые, например, браулы или Melophagus, которые не имеют ни передней пары крыльев, ни жужжалец.